# 同兴站
同兴站位于中华人民共和国辽宁省丹东市振安区同興鎮，经过本站的铁路有丹大快速铁路，为通信信号中转站。
另有同金联络线连通本站至沈丹铁路金山湾站。

## 历史
同兴站于2015年12月17日随丹大快速铁路一起投入使用。